# Alexander Stewart (Politiker, 1829)

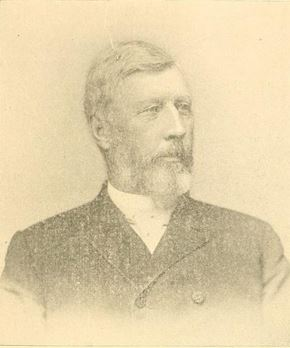
Alexander Stewart

Alexander Stewart (* 12. September 1829 in Fredericton, Kanada; † 24. Mai 1912 in Washington, D.C.) war ein US-amerikanischer Politiker kanadischer Herkunft. Zwischen 1895 und 1901 vertrat er den Bundesstaat Wisconsin im US-Repräsentantenhaus.

## Werdegang
Alexander Stewart besuchte die öffentlichen Schulen in New Brunswick. Im Jahr 1849 zog er in das Marathon County in Wisconsin, wo er sich in der Nähe der heutigen Stadt Wausau niederließ. In seiner neuen Heimat wurde Stewart in der Holzbranche tätig. Außerdem begann er als Mitglied der Republikanischen Partei eine politische Laufbahn. Im Jahr 1884 war er Delegierter zur Republican National Convention in Chicago, auf der James G. Blaine als Präsidentschaftskandidat nominiert wurde.
Bei den Kongresswahlen des Jahres 1894 wurde Stewart im neunten Wahlbezirk von Wisconsin in das US-Repräsentantenhaus in Washington gewählt, wo er am 4. März 1895 die Nachfolge des Demokraten Thomas Lynch antrat. Nach zwei Wiederwahlen konnte er bis zum 3. März 1901 drei Legislaturperioden im Kongress absolvieren. In diese Zeit fiel der Spanisch-Amerikanische Krieg von 1898.
Im Jahr 1900 verzichtete Alexander Stewart auf eine weitere Kandidatur für den Kongress. Er blieb aber in der Bundeshauptstadt Washington wohnhaft. Dort ist er am 24. Mai 1912 auch verstorben. Anschließend wurde er in Wausau beigesetzt.